# 1. Luftlandedivision (Bundeswehr)

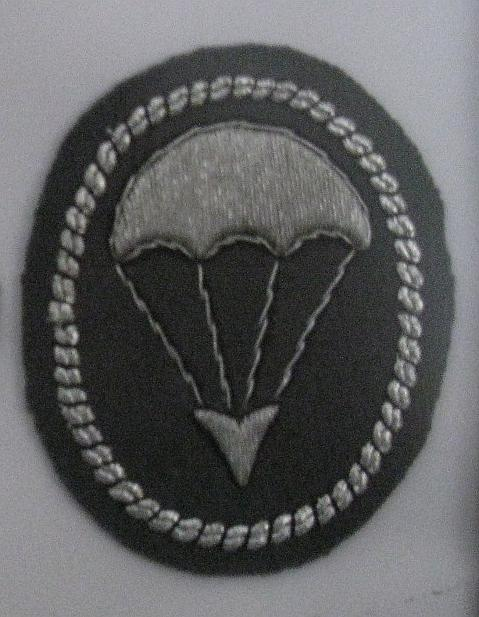
Erstes Ärmelabzeichen, welches in dieser Form etwa bis Ende der 1960er Jahre getragen wurde (hier Ausführung für Unteroffiziere).

Die 1. Luftlandedivision (1. LLDiv) war die 9. Division und einzige Luftlandedivision des Heeres der Bundeswehr. Standort des Stabes war zuletzt die Eichelbergkaserne in Bruchsal. Truppenteile der Brigaden waren im gesamten Bundesgebiet stationiert. Die Aufgaben der Division und die Führung der Luftlandebrigaden wurden 1994 vom aus Teilen der aufgelösten 4. Panzergrenadierdivision und der 1. Luftlandedivision neu aufgestellten Kommando Luftbewegliche Kräfte/4. Division in Regensburg übernommen. Damit war die Division de facto aufgelöst. Das Kommando Luftbewegliche Kräfte war wiederum Keimzelle der Division Spezielle Operationen (DSO), aus der am 1. Januar 2014 die Division Schnelle Kräfte (DSK) hervorging, welche heute die luftlandefähigen Kräfte der Bundeswehr bündelt.

## Verbandsabzeichen

Oben metallenes Springerabzeichen bis 1959; darunter das zweite deutsche Springerabzeichen, die Schwingen. Es wurde als Aufnäher bis 1966 an der rechten Brustseite der Uniformjacke getragen.

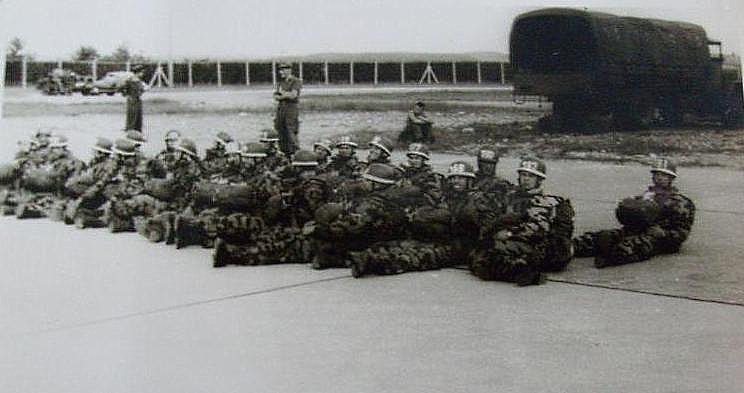
Warten auf den Einsatz, Luftlandespezialgeräte-Kompanie 9, Fliegerhorst Penzing, Juli 1958

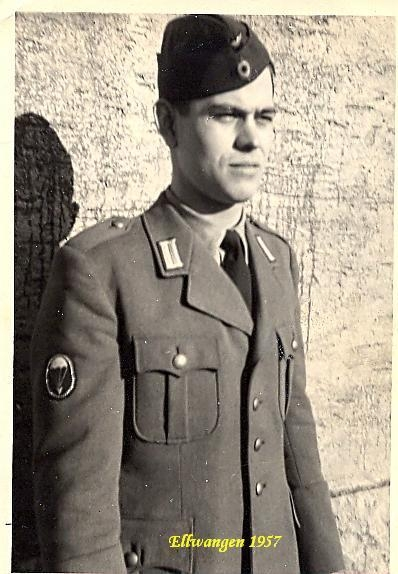
Fallschirmjäger in Uniform – Ellwangen 1957

Das Verbandsabzeichen war, wie bei einer Division üblich, in eine silbern-schwarze Kordel eingefasst und zeigte einen entfalteten Fallschirm in Schattenfarbe auf blauem Grund mit „eingehängtem“, nach unten deutenden Pfeil. Die Symbolik bezog sich auf die Luftlandeaufgaben des Verbandes und taucht vereinfacht auch in Form des taktischen Zeichens der NATO-Fallschirmjägertruppen auf.

## Beschreibung

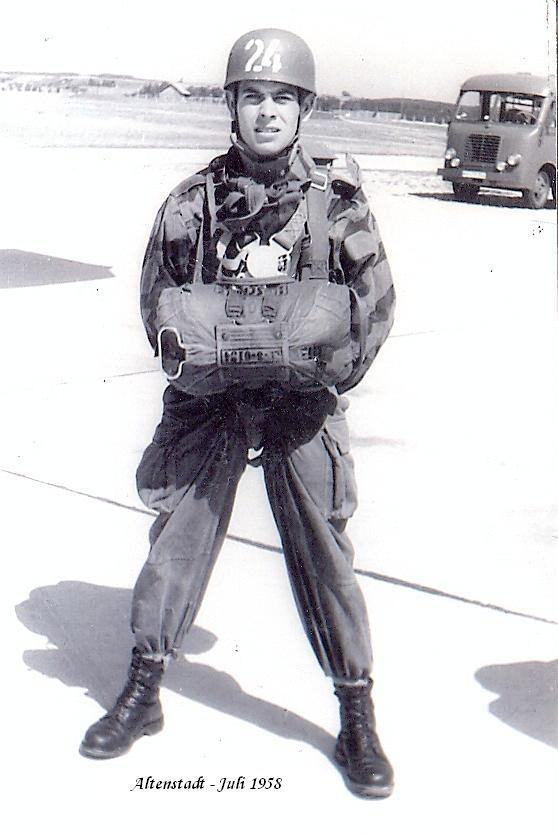
Jäger-Infanterist in der Luftlandetruppe – Reserveschirm T7A, verdeckt der Hauptschirm T10, 1958

Der Großverband bestand aus luftbeweglichen, panzerabwehrstarken Fallschirmjägern und Kräften der Kampfunterstützung im Verbund mit Heeresfliegern, die im Bedarfsfall zur Zusammenarbeit angewiesen wurden. Die Division konnte unabhängig vom Gelände eingesetzt werden. Die Luftbeweglichkeit machte die Division im Vergleich zu den mechanisierten Heeresdivisionen mit ihren großen Marschkolonnen beweglicher und ermöglichte einen schnellen Aufmarsch. Stärken der Luftlandedivision waren insbesondere:
- schneller Aufmarsch,
- rasche Schwerpunktverlagerung und Schwerpunktbildung,
- Unabhängigkeit vom Gelände
- große Flexibilität in Krisenlagen
- operative Reserve und Auffangen durchgebrochener operativer Feindkräfte.

Auftrag der 1. Luftlandedivision war
- schnell bewegliche Verfügungstruppe der Korps
- Verstärkung der Panzerabwehr an bedrohten Abschnitten
- Auffangen ein- oder durchgebrochener Feindkräfte
- Schließen von Lücken
- Schutz offener Flanken
- Kampf in Ortschaften, Ballungsräumen und in Waldgebieten
- Jagdkampf

## Geschichte

### Heeresstruktur I
1957 wurde die 1. Luftlandedivision aus Teilen der zuvor gebildeten 106. Luftlandebrigade aufgestellt. Sitz des Stabes wurde Esslingen am Neckar. Die Division wurde dem II. Korps zugeordnet. Die Division wurde 1958 der NATO unterstellt. Anfänglich unterstanden der Division -
- Stab und Stabskompanie,
- Luftlande-Fernmeldekompanie 9,
- Luftlande-Panzeraufklärungskompanie 9,
- Luftlandekampfgruppe A 9 und Luftlandekampfgruppe B 9
  - Luftlande-Jägerbataillon 9,
  - Luftlande-Jägerbataillon 19,
  - Luftlande-Jägerbataillon 29,

als Divisionsunterstützungstruppen
- Luftlande-Panzerjägerbataillon 9,
- Luftlande-Pionierkompanie 9,
- Luftlande-Flugabwehrartilleriebataillon 9,
- Luftlande-Artilleriebataillon 9.

### Heeresstruktur II
Mit der Einnahme der Heeresstruktur 2 1959 wurde die Luftlande-Kampfgruppen A 9 in die Fallschirmjägerbrigade 25 und B 9 in die Fallschirmjägerbrigade 26 umbenannt. Diesen unterstanden das Fallschirmjägerbataillon 252, das Fallschirmjägerbataillon 261, und das Fallschirmjägerbataillon 291 sowie das Fallschirmartilleriebataillon 255 Muna-Heide. Divisionstruppen waren das Luftlandefernmeldebataillon 9, das Luftlandepionierbataillon 9, die Heeresfliegerstaffel 9, das Heeresmusikkorps 9, das Raketenartilleriebataillon 92 in Großengstingen und das Luftlandeflugabwehrbataillon 9. Der Divisionsstab wurde 1964 nach Bruchsal verlegt.

### Heeresstruktur III bis Auflösung 1994
Zur Einnahme der Heeresstruktur 3 wurde 1970 die Fallschirmjägerbrigade 27 als dritte Brigade der Division in Lippstadt aus zwei bereits bestehenden Fallschirmjägerbataillonen neu aufgestellt. 1971 werden die Fallschirmjägerbrigaden in Luftlandebrigaden umbenannt. Die Division gliederte sich nach Einnahme der Heeresstruktur IV wie folgt:
- Luftlandebrigade 25 (Calw)
- Luftlandebrigade 26 (Saarlouis, vorher Zweibrücken)
- Luftlandebrigade 27 (Lippstadt)
- Luftlandeartillerieregiment 9 (teilaktiv) (Philippsburg)
  - Luftlandeartilleriebatterie 9 (aktiv) (Philippsburg)
- Luftlandefernmeldelehrbataillon 9 (Maxhof)
- Luftlandefernmeldekompanie 9 AMF (Dillingen, vorher Bruchsal)
- Heeresmusikkorps 9 (Stuttgart)
- Luftlande-Lehr- und Versuchskompanie 909 (Altenstadt).

In der Heeresstruktur 5 wurde die Luftlandebrigade 27 aus der 1. Luftlandedivision herausgelöst und 1991 dem I. Korps direkt unterstellt. 1993 fusionierte sie mit der Panzergrenadierbrigade 31 zur Luftlandebrigade 31. 1994 erfolgte die Auflösung der 1. Luftlandedivision.
Die Aufgaben der Division und die Führung der Luftlandebrigaden wurden 1994 von dem neu aufgestellten Kommando Luftbewegliche Kräfte/4. Division in Regensburg übernommen, das aus Teilen der ebenfalls aufgelösten 4. Panzergrenadierdivision und der 1. Luftlandedivision aufgestellt wurde. Diesem unterstand die Luftlandefernmeldekompanie 9, die 2003 in Luftlandefernmeldekompanie 200 umbenannt und 2007 zusammen mit der Luftlandefernmeldekompanie 100 (Regensburg) aufgelöst wurde sowie den Stamm für das neu aufgestellte Luftlandefernmeldebataillon DSO (Stadtallendorf) bildete. Das Luftlandefernmeldelehrbataillon 9 wurde aufgelöst, der Lehrauftrag vom Fernmeldebataillon der 1. Gebirgsdivision übernommen.
Das mit der aktiven Luftlandeartilleriebatterie 9 teilaktive Luftlandeartillerieregiment 9 wurde 1996 aufgelöst. Die Luftlandeartilleriebatterie war seit den 1960er Jahren mit der luftverlastbaren Gebirgshaubitzen Modell 56 ausgerüstet und wurde noch vor der Auflösung auf das LARS umgerüstet (siehe dazu Liste der Artillerieverbände der Bundeswehr). Das Heeresmusikkorps 9 wechselte zum Führungsunterstützungsregiment 50 der 10. Panzerdivision und wurde aufgelöst.

### Einsätze
1961 wurden Teile der Division zur humanitären Hilfe nach dem Erdbeben von Agadir 1960 in Marokko eingesetzt. 1991 erfolgte der Einsatz der Division im Iran zur Koordinierung aller Hilfsmaßnahmen der Bundeswehr für die kurdischen Flüchtlinge im Rahmen der Operation Kurdenhilfe. Die Division führte die für den Einsatz zusammengestellten Kräfte der Luftwaffe und des Heeres. Fallschirmjäger der Division stellten unter Oberst Helmut Harff ab März 1993 bei United Nations Operation in Somalia II im Deutschen Unterstützungsverband Somalia die Sicherungstruppenteile.

## Kommandeure
| Nr. | Name                                      | Beginn der Berufung | Ende der Berufung  |
| --- | ----------------------------------------- | ------------------- | ------------------ |
| 13  | Brigadegeneral Fritz Eckert               | 1. Oktober 1991     | 31. März 1994      |
| 12  | Generalmajor Georg Bernhardt              | 1. April 1988       | 30. September 1991 |
| 11  | Generalmajor Christoph-Adolf Fürus        | 1. April 1983       | 31. März 1988      |
| 10  | Generalmajor Walter Hoffmann              | 1. Oktober 1979     | 31. März 1983      |
| 9   | Generalmajor Hans Kubis                   | 1. Oktober 1977     | 30. September 1979 |
| 8   | Generalmajor Heinz Walther von zur Gathen | 1. April 1977       | 30. September 1977 |
| 7   | Generalmajor Hans Spiegel                 | 1. Oktober 1972     | 31. März 1977      |
| 6   | Generalmajor Heinrich Schwiethal          | 1. Oktober 1970     | 30. September 1972 |
| 5   | Generalmajor Franz Pöschl                 | Oktober 1966        | 30. September 1970 |
| 4   | Generalmajor Hubert Sonneck               | 1. April 1965       | 7. September 1966  |
| 3   | Generalmajor Walter Gericke               | 1. Oktober 1962     | 31. März 1965      |
| 2   | Generalmajor Hans Kroh                    | September 1957      | 30. September 1962 |
| 1   | Oberst Bern von Baer                      | Januar 1956         | September 1957     |

Stellvertreter und Kommandeur der Divisionstruppen (Auswahl)
| Nr. | Name                                 | Beginn der Berufung | Ende der Berufung  |
| --- | ------------------------------------ | ------------------- | ------------------ |
|     | Brigadegeneral Fritz Eckert          | 1. April 1990       | 30. September 1991 |
|     | Brigadegeneral Reinhard Uhle-Wettler | 1. Oktober 1985     | 31. März 1990      |
|     | Brigadegeneral Kurt-Josef Veeser     | 1. Oktober 1982     | 20. Stepember 1985 |
|     | Brigadegeneral Wolfram Ibing         | 1977                | 30. September 1982 |
|     | Oberst Reino Hamer                   | April 1972          | September 1977     |
|     | Oberst Gerhard Schacht               | 1. Oktober 1970     | 7. Februar 1972 †  |
|     | Brigadegeneral Hans-Werner Voß       | 1. April 1967       | 30. September 1970 |
| 5   | Brigadegeneral Franz Pöschl          | 1. Oktober 1965     | 30. September 1966 |
| 4   | Brigadegeneral Kurt Gieser           | 1. Oktober 1963     | 30. September 1965 |
| 3   | Brigadegeneral Oskar-Alfred Berger   | 1. Oktober 1962     | 30. September 1963 |
| 2   | Oberst Harry Herrmann                | Oktober 1959        | 30. September 1962 |
| 1   | Oberst Bern von Baer                 | 1957                | 30. September 1959 |

## Tradition
Marsch der 1. Luftlandedivision war der Regimentsgruß.